# Ibn Umail
Ibn Umail (Mohammed ibn Umail al-Tamimi,, en arabe أبو عبد الله محمد بن أميل التميمي )  est un alchimiste arabe du Xe siècle. Dans la littérature latine médiévale il est appelé  Senior Zadith (parfois simplement Senior) ou Zadith filius Hamuelis (traduction de Ibn Umail). 

## Œuvres
Sa vie est mal connue. Il est l'auteur de plusieurs traités alchimiques, comme Hall ar-Rumuz (Explication des symboles), le Kitâb mafâtîh al-hikma al-`uzmâ... Le plus connu, car transmis en Occident latin est  Kitâb al-mâ' al-waraqî wa al-ardh al-najmîya (Le livre de l'eau argentée et de la terre étoilée) traduit en latin sous le titre Tabula Chemica . 

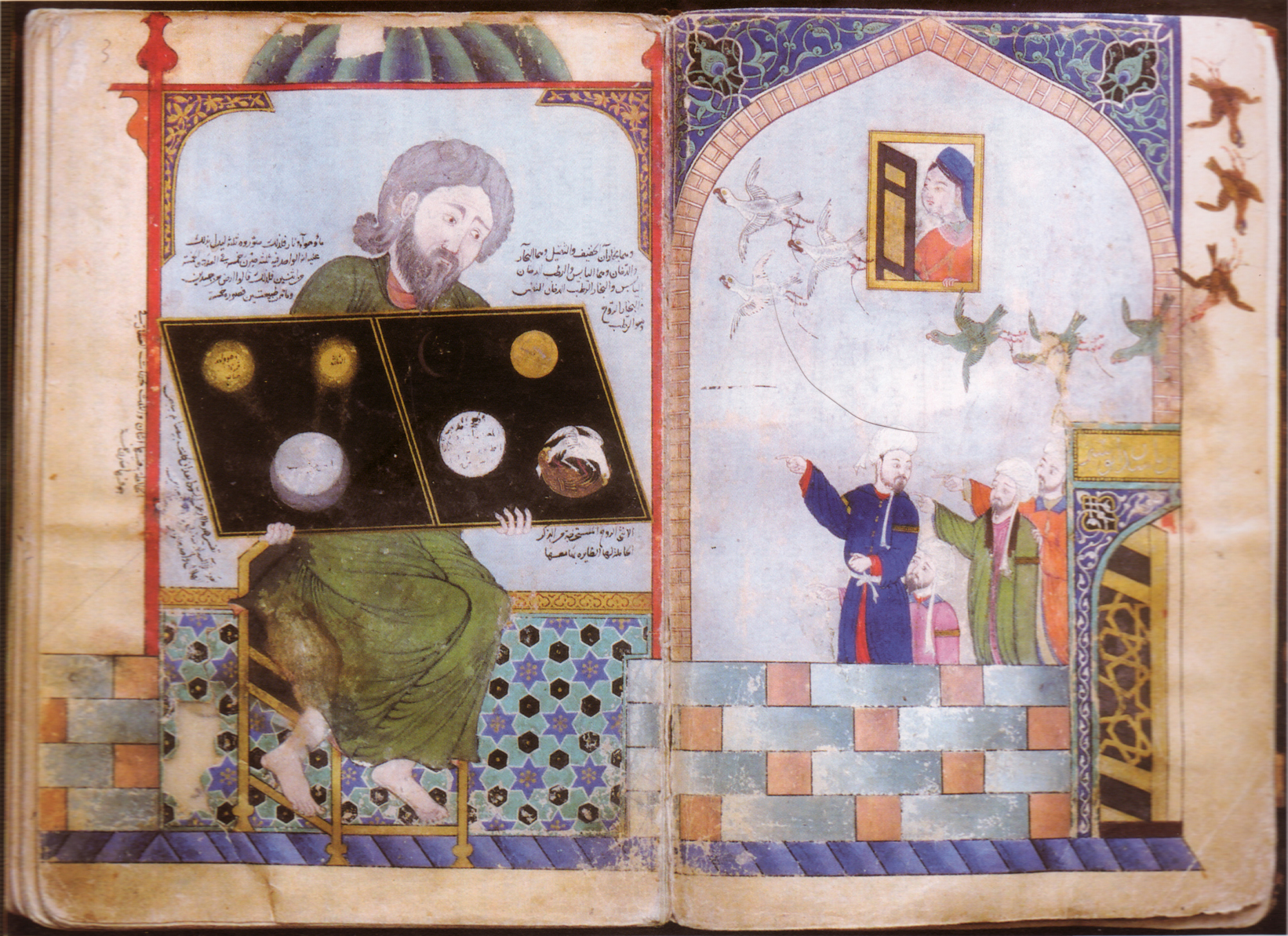
Allégorie de l'obtention de la pierre philosophale d'après Ibn Umail.

Il s'agit d'un commentaire de son propre poème didactique d'alchimie, intitulé Risâla al-shams ilâ al-hilâl (L'Épitre du soleil et du croissant), et traduit en latin sous le titre Epistula solis et Lunam crescentum. Ce poème est une ode ou qasida, organisée en 448 hémistiches. 
Le livre de l'eau argentée et de la terre étoilée contient de nombreuses citations d'auteurs alchimiques, parmi lesquels des « paroles d'Hermès », dont certaines proviennent d'originaux grecs, et d'autres sont des apocryphes arabes du Xe siècle. Ces citations sont précieuses pour l'histoire de l'alchimie, tout en indiquant l'influence des idées hermétiques sur l'alchimie arabe.
Dans son introduction, Ibn Umail décrit de manière allégorique l'obtention de la pierre philosophale. Cette allégorie compliquée, telle une vision onirique, représente un vieillard assis dans un temple, tenant une table de pierre comme un livre ouvert, devant des assistants engagés à contempler des symboles : cercle solaire et croissant lunaire, séries d'aigles tenant en leurs serres un arc tendu avec une flèche.
Ces symboles sont censés indiquer des étapes d'opération alchimique (fixation, sublimation, coagulation...) et des éléments chimiques de départ (cuivre, argent, soufre, magnésie...).

## Transmission en Occident latin
Une mauvaise traduction latine en avait été faite dès le XIIe ou le XIIe siècle. La Tabula Chemica, est, avec la Turba philosophorum, l'un des premiers et principaux traités alchimiques traduits de l'arabe en latin. Elle comporte de larges extraits du commentaire, et une partie du poème sous le titre, Epistola solis ad lunam crescentem. La Tabula Chemica est largement reprise et illustrée dans l'Aurora consurgens, un manuscrit enluminé qui est l'un des premiers cycles d'illustrations alchimiques à la fin du Moyen Âge.